# Vyjayanthimala
Vyjayanthimala (Chennai, 13 augustus 1936) is een voormalig Indiaas actrice die voornamelijk in Hindi en Tamil films speelde.

## Biografie
Vyjayanthimala stond al op het podium op vijfjarige leeftijd, ze gaf een optreden in klassieke Indiase dans voor Paus Pius XII in Vaticaanstad. Ze maakte haar filmdebuut in 1949 met de Tamil film Vazhkai, de film werd later uitgebracht in Telugu als Jeevitham en in het Hindi als Bahar, waarvoor ze de talen leerden om de stem van haar karakter in te kunnen spreken.
Met de film Nagin (1954) werd ze uitgeroepen tot "top actrice van de periode". In 1959 was ze samen met haar moeder actrice Vasundhara Devi te zien in Paigham die de rol van haar moeder speelde. Ze scoorde vele hits gedurende haar carrière in Bollywood en Zuid-Indiase filmindustrieën en werkte met top acteurs van die tijd.
De film Chittoor Rani Padmini (1963) werd een grote flop en beeïndigde haar carrière in de Tamil filmindustrie. In 1966 verloor Vyjayanthimala haar interesse in films door de grootste flop uit haar carrière Amrapali en door persoonlijke problemen met de acteur Dilip Kumar. Ze was nog in enkele films te zien na het beeïndigen van haar carrière. In 1984 besloot ze de politiek in te gaan, waarin ze tot op heden actief in is.

## Selectie films
| Jaar | Film                 | Rol                         | Taal     |
| ---- | -------------------- | --------------------------- | -------- |
| 1949 | Vazhkai              | Mohana                      | Tamil    |
| 1950 | Jeevitham            | Rani                        | Telugu   |
| 1950 | Vijayakumari         | danseres                    | Tamil    |
| 1951 | Bahar                | Lata                        | Hindi    |
| 1952 | Anjaam               |                             | Hindi    |
| 1953 | Penn                 |                             | Tamil    |
| 1953 | Ladki                | Rani Mehra                  | Hindi    |
| 1954 | Sangham              | Rani                        | Telugu   |
| 1954 | Nagin                | Mala                        | Hindi    |
| 1955 | Devdas               | Chandramukhi                | Hindi    |
| 1955 | Pehli Jhalak         | Beena/ Devi                 | Hindi    |
| 1956 | New Delhi            | Janaki Subramaniam          | Hindi    |
| 1956 | Taj                  | Prinses van Roopnagar       | Hindi    |
| 1956 | Patrani              | Prinses Mrinalla            | Hindi    |
| 1956 | Marmaveeran          | Rajkumari Vijaya            | Tamil    |
| 1957 | Naya Daur            | Rajni                       | Hindi    |
| 1957 | Kathputli            | Pushpa                      | Hindi    |
| 1957 | Aasha                | Nirmala                     | Hindi    |
| 1958 | Sadhna               | Champabai                   | Hindi    |
| 1958 | Vanjikottai Valiban  | Mandakini                   | Tamil    |
| 1958 | Madhumati            | Madhumati / Madhavi / Radha | Hindi    |
| 1958 | Amar Deep            | Aruna                       | Hindi    |
| 1959 | Paigham              | Manju                       | Hindi    |
| 1959 | Raj Tilak            | Mandakini                   | Hindi    |
| 1959 | Jawani Ki Hawa       | Lata                        | Hindi    |
| 1960 | Parthiban Kanavu     | Kundhavi                    | Tamil    |
| 1960 | Irumbu Thirai        | Manju                       | Tamil    |
| 1960 | Raja Bhakti          | Prinses Mrinalini           | Tamil    |
| 1960 | Baghdad Thirudan     | Zarina                      | Tamil    |
| 1960 | College Girl         | Kamla                       | Hindi    |
| 1961 | Then Nilavu          | Shanthi                     | Tamil    |
| 1961 | Gunga Jamna          | Dhanno                      | Hindi    |
| 1962 | Rungoli              | Nirmala                     | Hindi    |
| 1962 | Jhoola               | Sumati                      | Hindi    |
| 1962 | Dr. Vidya            | Geeta                       | Hindi    |
| 1963 | Chittor Rani Padmini |                             | Tamil    |
| 1964 | Sangam               | Radha                       | Hindi    |
| 1964 | Leader               | Prinses Sunita              | Hindi    |
| 1964 | Phoolon Ki Sej       | Karuna                      | Hindi    |
| 1965 | Naya Kanoon          | Jyoti                       | Hindi    |
| 1966 | Amrapali             | Amrapali                    | Hindi    |
| 1966 | Suraj                | Prinses Anuradha Singh      | Hindi    |
| 1967 | Hatey Bazarey        | Chhipli                     | Bengaals |
| 1967 | Jewel Thief          | Shalini Singh               | Hindi    |
| 1968 | Sunghursh            | Munni/ Laila-E-Aasmaan      | Hindi    |
| 1968 | Saathi               | Shanti                      | Hindi    |
| 1968 | Duniya               | Mala                        | Hindi    |
| 1969 | Prince               | Prinses Amrita              | Hindi    |
| 1969 | Pyar Hi Pyar         | Kavita                      | Hindi    |
| 1970 | Ganwaar              | Parvati                     | Hindi    |